# Stargard (gmina)
Pour la ville, voir Stargard.
Stargard est une gmina rurale du powiat de Stargard, Poméranie-Occidentale, dans le nord-ouest de la Pologne. Son siège est la ville de Stargard, bien qu'elle ne fasse pas partie du territoire de la gmina.
La gmina couvre une superficie de 318,47 km2 pour une population de 12 898 habitants en 2016.

## Géographie
La gmina inclut les villages de Barzkowice, Bębnikąt, Domanowo, Golczewo, Golina, Golinka, Grabowo, Grzędzice, Grzędziczki, Kępinka, Kiczarowo, Klępino, Kolonia Dolna-Grabowo, Kolonia Górna Grabowo, Koszewko, Koszewo, Krąpiel, Kurcewo, Lipnik, Luboń, Lubowo, Małkocin, Mężytki, Omięcin, Pęzino, Piaśnik, Piaszcze, Poczernin, Podlesie, Radziszewo, Rogowo, Siwkowo, Skalin, Smogolice, Sowno, Strachocin, Strumiany, Strzyżno, Sułkowo, Święte, Trzebiatów, Tychowo, Ulikowo, Warchlinko, Warchlino, Wierzchląd, Witkowo I, Witkowo II et Żarowo.
La gmina borde la ville de Stargard Szczeciński et les gminy de Dolice, Goleniów, Kobylanka, Marianowo, Maszewo, Stara Dąbrowa, Stare Czarnowo, Suchań et Warnice.